# 이마바리역
이마바리역(일본어: 今治駅 이마바리에키[*])은 일본 에히메현 이마바리시에 있는 시코쿠 여객철도 요산선의 역이다. 역 번호는 Y40이며, 이미바리 시의 대표역이다. 단선 · 섬식의 구조를 합친 복합 철도 역사이다.

## 타는 곳
| 1 | ■ 요산 선 | (상행) | 뉴가와 · 이요사이조 · 니하마 · 마루가메 · 다카마쓰 · 오카야마 방면 | (특급을 포함)     |
| 2 | ■ 요산 선 | (하행) | 이요호조 · 마쓰야마 · 이요시 · 야와타하마 · 우와지마 방면          | (특급을 포함)     |
| 3 | ■ 요산 선 | (하행) | 이요호조 · 마쓰야마 · 이요시 방면                                  |                   |
| 3 | ■ 요산 선 | (상행) | 뉴가와 · 이요사이조 방면                                           | (6:07발의 열차만) |

## 이용 현황
| 연도 | 하루 평균 승차 인원 |
| 2006 | 2,610명             |
| ---- | ------------------- |

## 역 주변
- 이마바리 시립 주오 도서관
- 이마바리 상업전문학교
- 법무성 마쓰야마 형무소 이마바리 구치지서
- 이마바리 시청
- 이마바리 간이 재판소
- 야마구치 은행 · 가가와 은행 · 고치 은행 · 에히메 은행 · 이요 은행 · 시코쿠 은행 · 도요 증권 이마바리 지점
- 세토나이카이 병원
- 이마바리 어번호텔
- 이마바리 스테이션 호텔
- 호텔 시로이시
- 이마바리 플라자 호텔
- 이마바리 CATV 본사
- 시코쿠 가스 본사
- 시코쿠 전력 이마바리 영업소
- 에히메 신문 이마바리 지사
- NTT 서일본-시코쿠 이마바리 지점

## 인접 정차역
| 시코쿠 여객철도 요산선        | 시코쿠 여객철도 요산선 | 시코쿠 여객철도 요산선      |
| ----------------------------- | ---------------------- | --------------------------- |
| Y 39 이요토미타 다카마쓰 방면 | 요산 선                | 하시하마 Y 41 마쓰야마 방면 |